# Gaj Stolarski
Gaj Stolarski – wieś w Polsce położona w województwie kujawsko-pomorskim, w powiecie włocławskim, w gminie Izbica Kujawska.
W latach 1975–1998 miejscowość administracyjnie należała do województwa włocławskiego.
W miejscowości znajduje się siedziba Nadleśnictwa Koło.

## Grobowce megalityczne
W miejscowości znajdują się pozostałości jednego z dwóch grobowców megalitycznych zbudowanych około 5,5 tysiąca lat temu. Obiekt zaliczany jest do wytworów kultury pucharów lejkowatych. Na terenie grobowca odnaleziono szkielety dwóch mężczyzn, ostrze krzemienne, naczynia ceramiczne, a także pozostałości po drewnianym budynku, najprawdopodobniej świątyni, z której prowadziło przejście bezpośrednio do grobowca.